# Otto van La Roche
Otto van La Roche (overleden te Cirey in 1234) was een Bourgondische edelman die van 1205 tot 1225 de eerste heer van Athene was. Hij behoorde tot het huis La Roche.

## Levensloop
Otto was de zoon van Pons, heer van La Roche-sur-l'Ognon, en diens eerste onbekend gebleven echtgenote. Hij huwde met Isabella, dochter en erfgename van heer Gwijde van Ray, en verwierf op die manier de burcht van Ray, die hij uitbouwde tot de grootste middeleeuwse burcht in de Franche-Comté.
Hij nam deel aan de Vierde Kruistocht en vocht in 1204 mee bij de verovering van Constantinopel. Daarna sloot hij zich aan bij de troepen van Bonifatius I van Monferrato, de aanvoerder van de kruistocht, en volgde hij hem naar Griekenland, om de gevluchte Byzantijnse keizer Alexios III Angelos op te sporen. Nadat Bonifatius aangesteld was tot koning van Thessaloniki kreeg Otto in 1205 als leen de gebieden Boeotia en Attica toegewezen, met als belangrijke plaatsen Athene en Thebe. Later werden ook Lokris en Megara aan zijn gebieden toegevoegd. Hierdoor werd Otto de eerste heer van Athene, dat in 1260 een hertogdom werd.
In zijn nieuw verworven gebieden voerde Otto een Frankisch feodaal systeem in, naar het voorbeeld van andere kruisvaarderstaten in Palestina. De oude Griekse adel werd grotendeels verdreven en het land werd verdeeld onder Franse ridders. Otto behield Thebe, Athene en alle andere voormalige keizerlijke goederen als eigen bezit. Als hoogste feodale hof en adviesraad creëerde hij een hooggerechtshof. Ook werd er een Latijns kerksysteem ingevoerd en benoemde Otto zijn kapelaan Berard tot eerste Latijnse aartsbisschop van Athene. In 1206 werd dit bevestigd door paus Innocentius III en verdeelde die het aartsbisdom in elf suffragane bisdommen. Voorts stichtte Otto ook in Thebe een aartsbisdom, verdeeld in twee parochies. Bovendien richtte hij in Athene het Klooster van Dafni op. Dit klooster werd toevertrouwd aan de cisterciënzermonniken van de Abdij van Bellevaux, die zijn overgrootvader in de Franche-Comté had opgericht.
In 1207 bemiddelde Otto het huwelijk van Hendrik van Vlaanderen, keizer van het Latijnse Keizerrijk, met een dochter van Bonifatius van Monferrato. Niet veel later sneuvelde Bonifatius in de strijd tegen de Bulgaren. In Thessaloniki werd de macht overgenomen door Lombardische regenten, maar Otto weigerde hen te huldigen en beschouwde voortaan de Latijnse keizer als zijn leenheer. Begin 1208 vielen de Lombarden onder leiding van Alberto Pallavicini de gebieden van Otto binnen en bezetten ze Thebe en Kadmeia. Vervolgens riep Hendrik van Vlaanderen in allerijl een parlement samen in Ravennika, waaraan de Lombarden demonstratief niet deelnamen. Otto en Hendrik omsingelden met een leger de Lombarden in Kadmeia en dwongen hen tot de overgave. Hendrik kreeg daarna het bezit over Kadmeia, terwijl Otto opnieuw de controle kreeg over Thebe. De Lombarden kregen als troostprijs Euboea toegewezen, dat echter nog veroverd moest worden.
Daarna ondersteunde Otto in 1212 Godfried I van Villehardouin, de vorst van Achaea, bij de verovering van Akrokorinthos, Argos en Nauplion. Als dank mocht Otto Argos en Nauplion behouden, als leengoed van de vorst van Achaea. In 1214 kreeg hij van de paus Livadeia als kerkelijk leen.
Op 2 mei 1210 keurde Otto in het tweede Parlement van Ravennika het concordaat met de paus goed, dat de verhouding tussen de clerus en wereldlijke heersers in Griekenland regelde. Niettemin was Otto bijna voortdurend in conflict met de Kerk, die hem het onterecht toe-eigenen van kerkelijke goederen verweet. In 1218 plaatste de Latijnse patriarch van Constantinopel Athene onder interdict. In 1220 werd Otto zelfs geëxcommuniceerd door een pauselijk legaat.
Uiteindelijk keerde Otto in 1225 terug naar Bourgondië en liet hij de regeringszaken over aan zijn zoon Gwijde I. Tijdens zijn laatste levensjaren trok hij zich terug in de burcht van Ray en de Abdij van Bellevaux, waar hij in 1234 overleed. Otto werd bijgezet in de familiekapel in de kloosterkerk van Bellevaux. Na de Franse Revolutie werd zijn graf overgebracht naar de kerk van Seveux, waar het zich nog steeds bevindt.

## Nakomelingen
Otto en zijn echtgenote Isabella kregen volgende kinderen:
- Gwijde I (1205-1263), heer en hertog van Athene
- Otto II (overleden in 1251), heer van Ray en heer van Argos en Nauplion
- Bonne, huwde eerst met Demetrius van Monferrato en daarna rond 1220 met Bela van Saint-Omer
- Willem, stamvader van de baronnen van Damala